# Cantón de Peyriac-Minervois
El cantón de Peyriac-Minervois era una división administrativa francesa, que estaba situada en el departamento de Aude y la región de Languedoc-Rosellón.

## Composición
El cantón estaba formado por dieciséis comunas:
- Aigues-Vives
- Azille
- Cabrespine
- Castans
- Caunes-Minervois
- Citou
- La Redorte
- Laure-Minervois
- Lespinassière
- Pépieux
- Peyriac-Minervois
- Puichéric
- Rieux-Minervois
- Saint-Frichoux
- Trausse
- Villeneuve-Minervois

## Supresión del cantón de Peyriac-Minervois
En aplicación del Decreto nº 2014-204 de 21 de febrero de 2014, el cantón de Peyriac-Minervois fue suprimido el 22 de marzo de 2015 y sus 16 comunas pasaron a formar parte del nuevo cantón del Alto Minervois (de marzo de 2015 a enero de 2016 llamado Cantón de Rieux-Minervois).